# ゴラン・ツェコフ
ゴラン・ツェコフ（マケドニア語: Горан Цеков、ラテン文字転写: Goran Cekov）は、北マケドニアの外交官、大使。彼は1996年に外務省へ入省し、北大西洋条約機構（NATO）政府代表部や在ノルウェー大使館での在外勤務などを経て、2021年から2023年にかけて駐日大使を務めた。
彼の父は、人民解放戦争に従軍してスコピエ解放などに貢献したヨルダン・ツェコフである。

## 経歴
1996年、ツェコフは外務省に入省した。
2003年から2007年にかけて、ブリュッセルの北大西洋条約機構（NATO）政府代表部で在外勤務。
2010年から2014年にかけて、在ノルウェー大使館で在外勤務。
2019年に、彼はブリュッセルのNATO政府代表部で臨時代理大使を務めた。
2021年3月10日、ツェコフは他の次期各国駐箚大使と共にステボ・ペンダロフスキ大統領と会見し、次期駐日大使を拝命。同年7月15日、彼は皇居で信任状を捧呈して駐日大使に着任した。
2023年7月、ブヤル・オスマニ外務大臣がツェコフの駐日大使としての職務遂行が不充分であるとして北マケドニア政府にツェコフの大使召還を提案したところ、政府はこれを受け入れて、ステボ・ペンダロフスキ大統領が召還命令に署名した。